# 耶日·克莱姆佩尔
耶日·克莱姆佩尔（波蘭語：Jerzy Klempel，1953年4月23日—2004年5月28日），波兰男子手球运动员。他曾代表波兰参加1976年和1980年夏季奥林匹克运动会手球比赛，其中1976年奥运会获得一枚铜牌。